# Dunfermline (Illinois)
Pour les articles homonymes, voir Dunfermline (homonymie).
Dunfermline est un village du comté de Fulton dans l'Illinois, aux États-Unis,. Situé au sud du comté de Fulton, il est incorporé le 11 août 1947.

## Démographie
Lors du recensement de 2010, le village comptait une population de 300 habitants. Elle est estimée, en 2016, à 287 habitants.

## Source de la traduction
- (en) Cet article est partiellement ou en totalité issu de l’article de Wikipédia en anglais intitulé « Dunfermline, Illinois » (voir la liste des auteurs).